# Louis-Marie Saget
Pour les articles homonymes, voir Saget.
Louis-Marie Saget, né le 12 décembre 1744 à Paris, mort le 27 mars 1816 à Romorantin (Loir-et-Cher), est un industriel et un homme politique français, maire de Nantes de 1798 à 1800, député de la Loire-Inférieure de 1800 à 1805.

## Biographie

### Origines et famille
Louis-Marie Saget est le fils de Guillaume Saget, chevalier de Saint-Louis, et de Marie-Hélène Danican du Parque.
Installé à Berlin, il y épouse Elisabeth-Nicole Henry, dont le père occupe une fonction dans l’administration des finances autrichiennes (Il est cité dans un acte daté du 4 septembre 1783 en qualité d'ancien directeur des Droits du Roi de Prusse Frédéric II)  Ils ont trois enfants : Antoine (né en 1778 à Berlin), Louis (né en 1787 à Nantes), Elisabeth (née en 1796 à Nantes).
En 1784, il s’installe à Nantes où il crée une fabrique de cotonnades, une filature mécanique. L’usine se trouve sur l'île de Biesse et compte 500 employés en 1789.

### La Révolution
Louis-Marie Saget est un partisan du nouveau régime et occupe des fonctions de commandement dans la garde nationale. Pendant l’insurrection vendéenne, il est capitaine de la 1re compagnie des ponts.
En ventôse an III (février-mars 1795), il intervient auprès du Comité de salut public pour demander la création d'une fabrique nationale de machines à filer et d'une école de filature afin de renforcer les filatures françaises.

### Officier municipal et maire
Louis-Marie Saget est nommé officier municipal par le directoire du département le 22 septembre 1797 (1er vendémiaire an VI) ; Julien-François Douillard est  alors choisi comme président de l’administration municipale. Le mandat de Louis-Marie Saget est renouvelé lors des élections de floréal an VI (avril-mai 1798). 
À la suite de la démission  de Julien-François Douillard, devenu administrateur du département, les collègues de Louis-Marie Saget le choisissent à l’unanimité comme président (5 frimaire an VII, 25 novembre 1798).
Son mandat de maire est renouvelé après les élections de germinal an VII (mars-avril 1799). Parmi les huit administrateurs municipaux, on peut noter la présence de Mathurin Peccot (architecte-voyer à partir de 1800). Le commissaire du pouvoir exécutif est Jean-Michel Legrand à partir de thermidor an VII.
Louis-Marie Saget se rallie au gouvernement issu du coup d'État du 18 Brumaire.
Son mandat prend fin le 30 messidor an VIII (19 juillet 1800) lorsque s’applique la nouvelle loi sur l’organisation de l’administration (loi du 28 pluviôse an VII). Il est remplacé par François Fellonneau.
Il est cependant parmi les 30 membres du conseil municipal nommé en 1800, qui reste en fonction jusqu'en 1804. Il n'apparaît plus dans le conseil de 1805.

### Carrière ultérieure
Il accède au Corps législatif  le 26 octobre 1800 (4 brumaire an IX), élu par le Sénat en remplacement du représentant Dalphonse ; et y est vice-président. 
Ce mandat s'achève le 1er juillet 1805.
En germinal an XII (mars-avril 1804), il obtient un poste dans l’administration fiscale de la Loire-Inférieure (directeur des droits réunis). Il le conserve jusqu’à sa retraite le 24 décembre 1815, puis se retire à Romorantin où vit un de ses fils.

## Décorations
- Chevalier de la Légion d’honneur à la création de l’ordre (19 mai 1802).

## Hommages
- Rue Saget à Nantes (quartier Quai de Versailles)